# Гюлюм, Эрсан
Эрсан Адем Гюлюм (тур. и англ. Ersan Adem Gülüm; 17 мая 1987, Мельбурн) — турецкий и австралийский футболист, центральный защитник. Выступал за национальную сборную Турции.

## Клубная карьера
Карьера Гюлюма началась с мельбурнского клуба «Норт Коберг» (ныне «Хьюм Сити»), основанном турецкой диаспорой. Вместе со школьной командой Гюлюм побывал на турнире в Великобритании, где был замечен скаутом турецкого клуба «Манисаспор», который порекомендовал молодого игрока тогдашнему тренеру команды Эрсуну Яналу. Клуб подписал с Гюлюмом контракт, однако футболист большую часть сезона просидел на скамейке запасных, выйдя на поле лишь в двух матчах. В весенней части сезона 2007/08 Гюлюм выступал за «Элязыгспор», боровшийся за право остаться в первой лиге. Там он имел стабильную игровую практику, хотя и не сумел помочь команде избежать вылета. В августе 2008 года Гюлюм в статусе свободного агента подписал трёхлетний контракт с клубом «Аданаспор», также выступавшим в первой лиге. Там он был игроком основного состава и одним из лидеров команды. За два сезона он сыграл 60 матчей, в которых забил три гола. В сезоне 2009/10 команда лишь по разнице забитых и пропущенных голов уступила второе место в лиге, дающее право выступать в Суперлиге.
Летом 2010 года Гюлюм был трансферной целью сразу нескольких клубов Суперлиги. Его уже связывали с «Галатасараем», когда он 17 июля был отдан в годичную аренду «Бешикташу». В середине сезона Гюлюму удалось закрепиться в основном составе одного из ведущих клубов Турции, однако тяжёлая травма коленных связок вывела его из строя почти на полгода. Летом 2011 года «Бешикташ» выкупил права на футболиста за два миллиона евро.
17 июля 2017 года Гюлюм вернулся в Австралию, отправившись в аренду в клуб Эй-лиги «Аделаида Юнайтед» на сезон 2017/18.
7 мая 2019 года Гюлюм подписал контракт с клубом-новичком Эй-лиги «Уэстерн Юнайтед» на сезон 2019/20.

## Выступления за сборную
Гюлюм родился в Австралии, но его родители — выходцы из Турции. Это дало ему право выбирать, какую из стран представлять на международном уровне. В 2007 году дебютировал в сборной Австралии в возрастной категории до 23 лет в матче квалификации к Олимпийским играм 2008 года. За взрослую сборную Австралии он так и не сыграл, хотя в какое-то время считал её для себя приоритетным выбором.
В 2010 году главный тренер турецкой сборной Гус Хиддинк вызвал Гюлюма на матч против сборной Голландии. Хотя футболист так и не вышел на поле, он дал понять, что определился со своим выбором представлять на международном уровне Турцию. Его дебют в сборной Турции состоялся лишь 10 сентября 2013 года в матче квалификации к чемпионату мира 2014 года против сборной Румынии. Гюлюм вышел на поле на 90-й минуте, заменив Умута Булута.